# Famille de Balsac
Pour les articles homonymes, voir Balsac.
La famille de Balsac ou de Balzac (plus anciennement Balsa ou Balssa) était une famille du Rouergue qui a donné deux branches anoblies par charges : les Balsac de Firmy et les Balsac de Gamarrus, et une branche qui ne paraît pas avoir été anoblie, les Balzac de Vialatelle.  
La branche de Firmy fut la plus illustre, elle comprit parmi ses membres des parlementaires d'Ancien Régime, un député du clergé en 1789, un haut fonctionnaire et homme politique sous la Restauration, etc. Elle s'est éteinte à la fin du XIXe siècle.
Elle ne doit pas être confondue avec l'ancienne famille de Balsac ou Balzac d'Entraygues. En revanche, elle a probablement une origine commune au XVIe siècle avec la famille Balssa dont est issu Honoré de Balzac.

## Histoire
La famille de Balsac est originaire de la province du Rouergue. Elle se divisa en différentes branches : la branche de Firmy, la branche de Gamarrus, la branche de Vialatelle.[réf. nécessaire]
La branche de Balsac (de Firmi) appartenait à la noblesse parlementaire. Elle fut anoblie en 1697 par charge de président en la Cour des Aides de Montauban ainsi que par l'exercice de la charge de conseiller au parlement de Toulouse durant deux générations successives en 1707 et 1727 (noblesse graduelle).
Les trois générations successives de la branche de Balsac (de Firmi) conseillers au parlement de Toulouse furent :
- Jean-Claude de Balsac, seigneur-baron de Firmi, du Claux, etc. conseiller au parlement de Toulouse en 1707
  - Jean-André de Balsac, seigneur-baron de Firmi, etc., conseiller au parlement de Toulouse en 1727
    - Jean-Jacques de Balsac, baron de Firmi, co-seigneur d'Auzits, etc., conseiller au parlement de Toulouse, victime du tribunal révolutionnaire de Paris le 20 avril 1794

Cette branche hérita par mariage vers 1700 de la seigneurie de Firmi dont elle porta le nom avec le titre de courtoisie de baron.[réf. nécessaire]
Elle fut convoquée en 1789 à l'assemblée de la noblesse du Rouergue.[réf. nécessaire]
La branche de Gamarrus était issue de celle de Firmi.[réf. nécessaire]

## Généalogie simplifiée
- Jean Balzac, fils de Pierre Balsa, aubergiste au Pont-de-Cirou (12) , et de Jeanne Laurens, est le petit-fils de Guillaume Balssa, mort au Pont-de-Cirou (12). Marchand, puis receveur des tailles, ce qui lui permet d'amasser une certaine fortune, Jean Balsa ou Balzac épouse le 23 février 1622 à Rodez Antoinette Foucras, fille de Guillaume Foucras et de Jeanne Perrin, qui lui donne quatre enfants, dont :
- Jean II Balzac (Rodez 6 août 1627 - Rodez 26 juin 1689), lieutenant criminel au Sénéchal de Rodez. Il épouse le 31 mai 1655 Jeanne Rogeri ou de Rougery, fille de Pierre et de Jeanne de Pélamourgue, qui lui donne au moins trois enfants :
  - André Balzac qui donne la branche de Firmi
  - Marianne de Balzac mariée le 21 novembre 1688  à Rodez avec Antoine de Séguret, avocat au Parlement, juge mage, dont la fille d'un premier lit Isabeau de Séguret épousera en 1704 Claude de Balzac de Firmi
  - Antoine de Balzac, qui donne la branche de Vialatelle, à Onet-le-Château (12)

### Branche de Firmy
Gustave Chaix d'Est-Ange écrit que la filiation de la branche de Balsac de Firmy ne remonte pas au-delà d'André de Balsac décédé en 1726.
- André de Balzac (1656-1726), président de la Cour des Aides de Montauban, marié à Marie de Lathieule, dame de la seigneurie de Firmi, fille d'Antoine, seigneur de La Tieule près d'Espalion, et d'Antoinette Lacas, qui lui donne sept enfants, dont :
  - Jeanne Balzac, mariée à Antoine de Moly
  - Guillaume de Balzac, seigneur de Gamarrus, marié en 1719 à Honorée de landès, fille d'André et de Marie Garrigues, qui fait la branche de Gamarrus;
  - Catherine de Balzac, mariée à Jean de Fajole
  - Jean-Claude de Balzac, dit le baron de Firmy, qui suit
  - Marie de Balzac de Firmy, mariée en 1709 à Villefranche-de-Rouergue avec Jérôme de Verdier de Mandilhac, fils d'Antoine et de Marie de Mandilhac, secrétaire du roi, trésorier de France à la Généralité de Montauban, général des finances, seigneur de Valon,
- Jean-Claude de Balzac, seigneur de Firmi, marié en 1704 avec Isabeau de Séguret, fille d'Étienne et de Marie du Mas, qui lui donne au moins deux enfants:
  - Jean-André de Balsac de Firmy, qui suit
  - Marie-Thérèse de Balsac de Firmy, mariée le 28 février 1748 à Firmi avec Antoine de Gaston de Pollier (1718-1797), seigneur de Salmiech, fils de Bernard-Albert et de Jeanne de Balzac-Vialatelle
- Jean-André de Balzac de Firmi, conseiller au Parlement de Toulouse, baron de Firmy, marié avec Marie Josèphe de Madrières, fille de Jean-Jacques, seigneur de Garriguet à Morlhon, dont :
- Jean-Jacques de Balzac de Firmy, conseiller en la Grand'chambre du Parlement de Toulouse, marié en 1763 à Toulouse avec Jeanne Anne de Berdolle de Goudourville, qui lui donne au moins trois enfants :
  - Marc-Antoine de Balzac de Firmy, capitaine au Régiment de Vexin, qui suit
  - Anne de Balzac de Firmy, mariée avec Joseph de Puymirol, seigneur de Sirac
  - Dominique de Balzac de Firmy (1770-1846), marié avec Anne-Marie Dutton, dont descendance
- Marc-Antoine de Balzac de Firmy, seigneur de Garriguet et de Colombiès, marié avec Victoire de Barrau, fille de Jean Antoine de Barrau, coseigneur de Trémouilles, seigneur de Caplongue, et de Pauline de Solages, qui lui donne pour fils :
- Auguste de Balsac dit de Colombiès, préfet, secrétaire général du ministère de l'Intérieur, conseiller d'État, député de l'Aveyron, etc.

### Branche de Vialatelle
Cette branche ne semble pas avoir été anoblie.
- Antoine de Balsa (1667-1720), conseiller, lieutenant du roi en l'Élection de Rodez, sieur de Vialatelle, marié le 29 août 1693 avec Anne Delmas, qui lui donne un garçon et trois filles :
  - André de Balsa (1695-1737), sieur de Valatelle
  - Jeanne de Balsa, mariée le 21 septembre 1716 avec Bernard Albert Gaston de Pollier (1692-1787), seigneur de Larguiez, capitoul de Toulouse, fils de Bernard Gaston et de Barbe de Rech
- André de Basac, sieur de Vialatelle, conseiller du roi, lieutenant en l'Élection de Rodez, marié le 27 décembre 1723 avec Jeanne de Moly, fille d'Antoine de Moly (1668-1722), conseiller au Sénéchal et présidial de Rodez, et de Marguerite de Calviac, qui lui donne au moins trois enfants, dont :
  - Jeanne-Paule de Balzac, mariée le 20 juin 1757 avec Simon-Baptiste de Méjanès (1719-1810), seigneur de Combettes, garde du corps du roi, fils d'Antoine-Arnaud et de Gabrielle de Flavin
  - Marianne de Balsac-Vialatelle, mariée avec Bernard de Rudelle, fils de Jean et de Catherine de Calmette
  - Antoine-Amans de Balsac-Vialatelle, qui suit :
- Antoine-Amans de Balsac-Vialatelle, marié avec Marie-Jeanne de Sauveplane, qui lui donne trois garçons et une fille

## Personnalités
Les personnalités de cette famille furent :
- André de Balsac, président de la cour des aides de Montauban
- Jean-Claude de Balsac, conseiller au parlement de Toulouse en 1707
- Jean-André de Balsac, conseiller au parlement de Toulouse en 1727
- Victor de Balsac, conseiller au parlement de Toulouse, député du clergé pour la province d'Auch
- Jean-Jacques de Balsac, conseiller au parlement de Toulouse, guillotiné en 1794
- André de Balsac, conseiller d'honneur au sénéchal et siège présidial de Rodez
- Guillaume de Balsac, conseiller général de l'Aveyron et maire de Rodez en 1811
- Auguste de Balsac, préfet, conseiller d'État, secrétaire général du ministère de l'Intérieur, député, conseiller général, commandeur de la Légion d'honneur, titré baron héréditaire par ordonnance en 1822.

## Alliances
Les principales alliances de la famille de Balsac sont : de La Theule, 1700 de Fajole, 1704 de Séguret, de Moly, 1733 de Madrières, 1734 de Jouéry, de Berdolle de Goudourville, de Saint-Jean, 1782 de Barrau, 1822 de Couronnel, 1853 de La Rivière, etc.

## Armes, titre
- de Balsac : De gueules, au pal d'or, chargé d'une plante de baume de sinople.[2]
- Titre (branche de Firmi) : Baron héréditaire par ordonnance du 29 novembre 1822 non suivie de lettres patentes (sans postérité)[2]